# Return to Boggy Creek
Return to Boggy Creek è un film del 1977, diretto da Tom Moore.
Primo seguito di The Legend of Boggy Creek del 1972, è interpretato da Dawn Wells e Dana Plato. Wells interpreta la madre di tre bambini che si perdono nella palude durante un uragano fino a quando la creatura non viene in loro soccorso.
Il film non è in stile falso documentario come il primo. Dopo di esso sono usciti almeno altri tre seguiti:  Yeti - La leggenda continua  (1985),  Boggy Creek: The Legend Is True  (2010) e  The Legacy of Boggy Creek  (2011); gli ultimi due sono stati rilasciati straight-to-video

## Accoglienza
Sul suo sito Fantastic Movie Musings and Ramblings, Dave Sindelar diede al film una recensione negativa, chiamandolo "una storia non originale e sciocca che non è particolarmente ben scritta e con recitazione altamente variabile
". Joseph A. Ziemba di Bleeding Skull.com ugualmente lo stroncò, affermando che, sebbene presenti una buona fotografia, è rovinato dalla cattiva recitazione, dai dialoghi inetti, "fastidiose cose da bambini" e ritmo lento. Infine TV Guide diede all'opera una stella su cinque, chiamandolo "Una gita per bambini abbastanza innocua".